# August Pepöck
August Pepöck, né le 10 mai 1887 à Gmunden, en Haute-Autriche, et décédé le 5 septembre 1967 dans la même ville, est un chef d'orchestre  et compositeur autrichien, célèbre pour ses opérettes.

## Biographie
Enfant, August Pepöck, montre d'excellentes dispositions pour la musique. À l'âge de douze ans, il entre à l’internat de l'Abbaye de Saint-Florian dans la ville de Haute-Autriche du même nom. Il fait partie de la chorale de garçons locale, les Petits chanteurs de Saint-Florian, un chœur de renommée internationale, dont Anton Bruckner a fait partie. De 1906 à 1911, il étudie la composition et la direction d'orchestre au conservatoire de Vienne. Ses professeurs sont Robert Fuchs et Richard Heuberger. Pendant la Première Guerre mondiale, il est affecté en tant qu'officier au 14e régiment d'Infanterie en Galice.
Après la guerre, il obtient son premier emploi au théâtre de la ville d'Opava en tant répétiteur des chœurs. Mais cela ne le satisfait pas parce qu'il veut diriger. Ce vœu a été exaucé en Bohême, à Jihlava, où il est engagé comme chef d'orchestre pour la première fois. Il exerce plus tard cette fonction à Bolzano, Reichenberg, Elberfeld et Dortmund. À ses moments de liberté, il compose des chœurs d'hommes, des ouvertures de concert et des suites pour orchestre. Il réussit si bien qu'il est bientôt (1926) en mesure d'abandonner la direction et se consacrer à la composition dans sa ville natale.
En 1930, sa première opérette Mädel ade est créée à Leipzig avec un grand succès. Cela le conforte dans sa volonté de continuer dans cette voie. Trompeterliebe (1934) n'obtient pas le succès espéré mais, en 1937 l'opérette Hofball in Schönbrunn (Bal de la cour à Schonbrunn) est un triomphe, grâce en partie au livret de Josef Wenter. Le succès est à nouveau au rendez-vous avec Der Reiter der Kaiserin (Les chevaliers de l'impératrice, 1941). Ses œuvres scéniques sont représentées dans la plupart des théâtres des pays de langue allemande. Les opérettes suivantes sont moins réussies et sont maintenant bien oubliées.
En 1957, à l'occasion de son 70e anniversaire, le Président autrichien lui décerne le titre de « Professor ».

## Œuvres principales

### Opérettes
August Pepöck a composé 11 opérettes, dont :
- Mädel ade (1930)
- Trompeterliebe (1934)
- Hofball in Schönbrunn (1937)
- Der Reiter der Kaiserin (1941)
- Drei Wochen Sonne (1942)
- Eine kleine Liebelei (1943)
- Der ewige Spitzbub (1947)
- G’schichten aus dem Salzkammergut (1953)

### Autres
- Musique du film Die Frau des Anderen d'Herbert Selpin (1936)
- Chœurs d'hommes
- Ouvertures
- Suites d'orchestre
- Grand messe festive